# Perekrjostok
Perekrjostok (russisch Перекрёсток, zu deutsch Kreuzung) ist die größte russische Supermarktkette, verwaltet von der X5 Retail Group.
Im August 2019 wurde der 800. Supermarkt der Kette eröffnet.

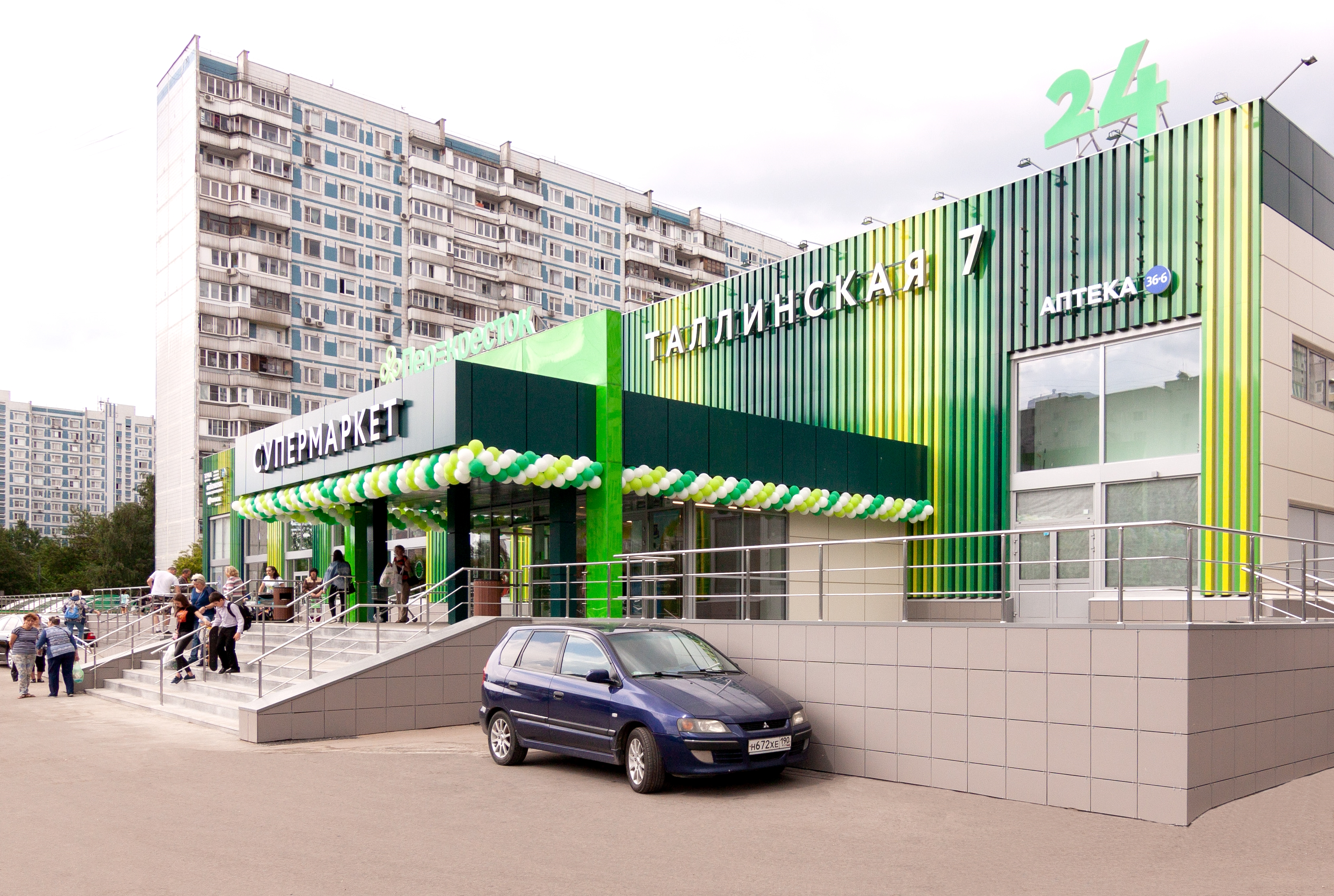
Moskauer Supermarkt Perekrjostok im neuen Konzept von 2020, Außenansicht

## Geschichte
Die erste Filiale der Kette wurde 1995 Moskau eröffnet.
2002 begann Perekrjostok Supermärkte in anderen Regionen zu eröffnen.
2006 erfolgte die Verschmelzung der Handelsketten Perekrjostok und Pjatjorotschka. Die Holding X5 Retail Group wurde gegründet, dabei bewahrte die Handelskette ihren Namen.
2014 wurde der Übergang zu einem neuen Konzept gestartet, dass die technische Modernisierung, effizientere Gestaltung der Verkaufsräume, und Überarbeitung der Innen- und Außengestaltung beinhaltete.
Im Februar 2020 hatte Perekrestok mit der Einführung eines neuen Ladenkonzepts begonnen. Zu den Höhepunkten des neuen Konzepts gehörten ein aktualisiertes Innen- und Außendesign und eine Auswahl an neuen Dienstleistungen, die in den Geschäften angeboten werden. Das neue Perekrestok-Konzept wurde entwickelt, um den Bedürfnissen der Kunden von heute gerecht zu werden, einschließlich des Verkaufs von Fertiggerichten und To-go-Produkte. Etwa 50 % der Verkaufsfläche wurde für frische Produkte (Obst, Gemüse, Molkereiprodukte, Käse, Wurstwaren sowie frischen Fisch und Fleisch) oder Salatbars, Bäckereien und Cafés reserviert. Ein besonderer Bereich war auf die Kategorie der Bio-Lebensmittel ausgerichtet.

## Kennzahlen
2018 wurden 852 Perekrjostok-Supermärkte betrieben, der Gesamterlös der Handelskette lag bei 273 Mrd. Rubel.
| Kennzahlen der Handelskette (nach dem Stand per 31. Dezember des Jahres) | Kennzahlen der Handelskette (nach dem Stand per 31. Dezember des Jahres) | Kennzahlen der Handelskette (nach dem Stand per 31. Dezember des Jahres) | Kennzahlen der Handelskette (nach dem Stand per 31. Dezember des Jahres) | Kennzahlen der Handelskette (nach dem Stand per 31. Dezember des Jahres) | Kennzahlen der Handelskette (nach dem Stand per 31. Dezember des Jahres) | Kennzahlen der Handelskette (nach dem Stand per 31. Dezember des Jahres) | Kennzahlen der Handelskette (nach dem Stand per 31. Dezember des Jahres) | Kennzahlen der Handelskette (nach dem Stand per 31. Dezember des Jahres) | Kennzahlen der Handelskette (nach dem Stand per 31. Dezember des Jahres) | Kennzahlen der Handelskette (nach dem Stand per 31. Dezember des Jahres) |
| Kennzahl / Jahr                                                          | 2010                                                                     | 2011                                                                     | 2012                                                                     | 2013                                                                     | 2014                                                                     | 2015                                                                     | 2016                                                                     | 2017                                                                     | 2018                                                                     | 2019                                                                     |
| ------------------------------------------------------------------------ | ------------------------------------------------------------------------ | ------------------------------------------------------------------------ | ------------------------------------------------------------------------ | ------------------------------------------------------------------------ | ------------------------------------------------------------------------ | ------------------------------------------------------------------------ | ------------------------------------------------------------------------ | ------------------------------------------------------------------------ | ------------------------------------------------------------------------ | ------------------------------------------------------------------------ |
| Anzahl der Supermärkte                                                   | ▲ 301                                                                    | ▲ 330                                                                    | ▲ 370                                                                    | ▲ 390                                                                    | ▲ 403                                                                    | ▲ 478                                                                    | ▲ 539                                                                    | ▲ 638                                                                    | ▲ 760                                                                    | ▲ 852                                                                    |
| Verkaufsfläche, Tsd. m²                                                  | ▲ 313                                                                    | ▲ 347.3                                                                  | ▲ 383.5                                                                  | ▲ 397.8                                                                  | ▲ 415.8                                                                  | ▲ 484                                                                    | ▲ 548.5                                                                  | ▲ 637.2                                                                  | ▲ 781.5                                                                  | ▲ 900                                                                    |
| Einzelhandelserlös Netto, Mrd. Rubel                                     | ▲ 83.1                                                                   | ▲ 99.8                                                                   | ▲ 105.5                                                                  | ▲ 110.7                                                                  | ▲ 115.6                                                                  | ▲ 130.1                                                                  | ▲ 155.4                                                                  | ▲ 186.9                                                                  | ▲ 230.8                                                                  | ▲ 273                                                                    |
| Anzahl der Kundenbesuche, Mio.                                           | ▲ 263                                                                    | ▲ 291                                                                    | ▲ 297                                                                    | ▲ 307                                                                    | ▼ 302                                                                    | ▲ 304                                                                    | ▲ 305                                                                    | ▲ 407                                                                    | ▲ 505                                                                    | ▲ 589                                                                    |

## Pilotprojekte

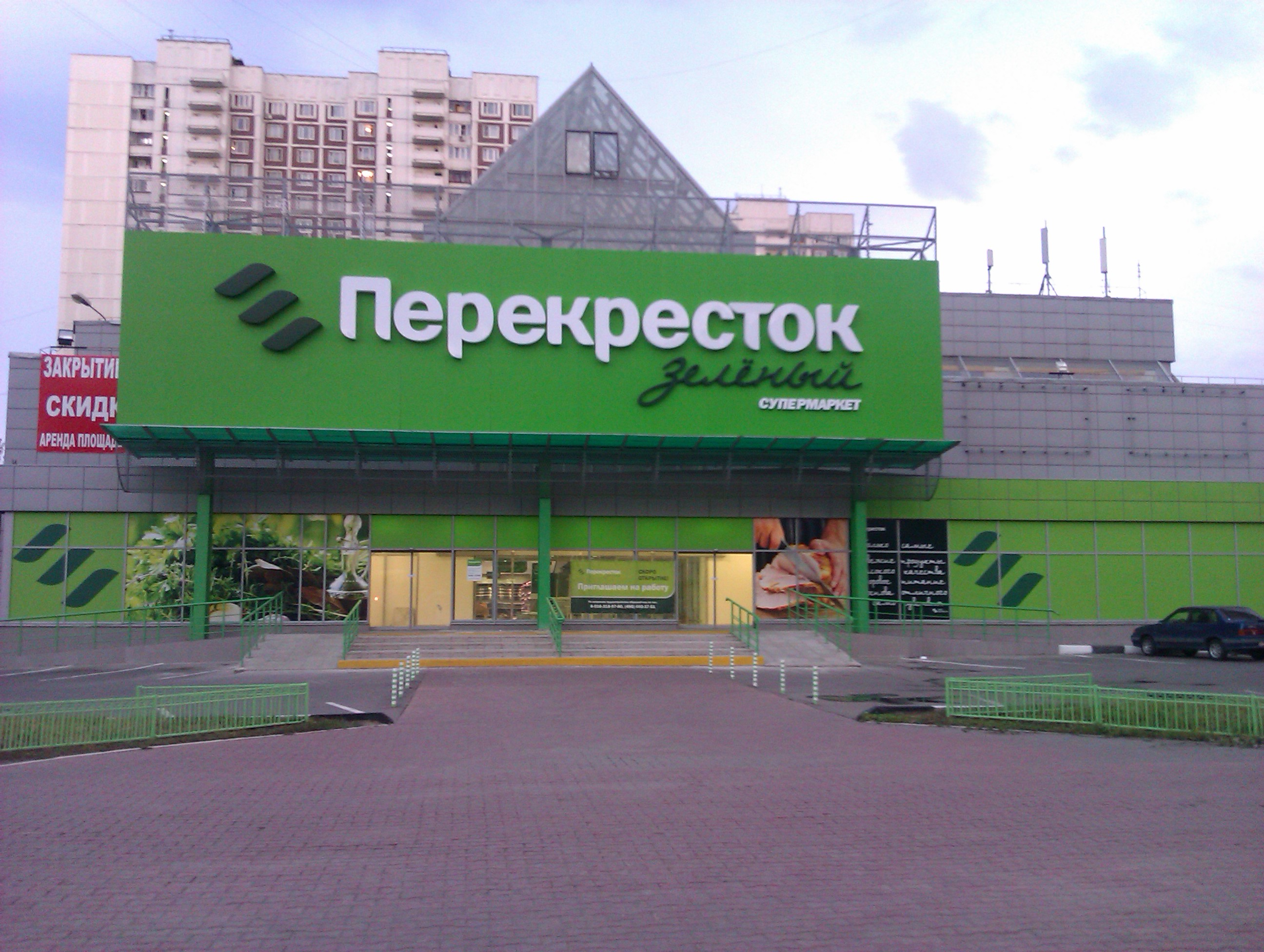
Seljonyj Perekrjostok im Moskauer Vorort Butowo

2008 wurde der erste Supermarkt der Premium-Klasse Seljonyj Perekrjostok (Grüne Kreuzung) in Rostow am Don eröffnet. Im März 2009 wurde der erste Seljonyj Perekrjosto-Filiale in Moskau eröffnet. Später wurden die Kernelemente des Konzeptes vom Seljonyj Perekrjostok bei der Umgestaltung des Konzepts der gesamten Handelskette Perekrjostok verwendet.

## IT und Innovationen
Im Juli 2017 startete die Gesellschaft das Projekt Smart Wi-Fi, in dessen Rahmen ein kostenloses WiFi-Netz in 250 Moskauer Perekrjostok-Supermärkten eingeführt wurde. Das Netz ermöglicht Werbemitteilungen und Push-Nachrichten vor Ort an die Kunden zu senden.
Im November 2017 führte Х5 die Technologie des maschinellen Lernens für zielgruppenorientiertes Marketing in der Handelskette Perekrjostok ein und bot den Mitgliedern des Kundenloyalitätsprogramms „Club Perekrjostok“ personalisierte Angebote an.
Mit Hilfe der maschinellen Lerntechnologie erfolgte die Klassifizierung von Kunden in Gruppen mit einheitlichen Merkmalen und spezialisierte Angebote für sie. Das System analysiert die Daten der ausgewählten Zielgruppe und clustert Parameter für personengebundene Marketingkampagnen unter Berücksichtigung von den demographischen und behavouristischen Kriterien, darunter: Kauffrequenz und Kaufbetrag, Präferenzen, die den Lebensstil bestimmenden Faktoren, annehmbares Preisniveau, bevorzugte Warengattungen und Besuchszeiten von Supermärkten. Die Kundensensibilität für konkrete Angebote wird anhand von verschiedenen analytischen Modellen prognostiziert, außerdem bestimmt das System die effizientesten Kommunikationskanäle für ausgewählte Zielgruppe und formuliert Texte von Marketing-Nachrichten.
Im Mai 2018 wurde von Х5 das groß angelegte Projekt zur Automatisierung der Nachfrageprognostizierung und Planung der Auffüllung von Warenbeständen in den Supermärkten und Verteilzentren der Handelsketten Perekrjostok und Karussell erfolgreich abgeschlossen. Dazu wurden von X5 die Basisprozesse im Bereich Logistik, Marketing, Handel angepasst und das neue übergreifende System des Lieferkettenmanagements eingeführt. Dank der umgesetzten Lösung stieg die Prognosegenauigkeit um 17 %, wodurch ist die tatsächliche Warenverfügbarkeit im Regal um 5 % anwuchs. Außerdem konnte das Unternehmen die Warenbestände um 13 % senken.

## Logistik
1998 eröffnete die Gesellschaft, als erste russische Handelskette, das moderne Verteilzentrum in Pawelzewo, unweit des Flughafens Scheremetjewo.
Stand 31. Dezember 2019 versorgen 11 von 42 Verteilzentren von X5 Retail Group die großen Handelsketten Perekrjostok und Karussell.